# Calamus myriacanthus
Calamus myriacanthus är en enhjärtbladig växtart som beskrevs av Odoardo Beccari. Calamus myriacanthus ingår i släktet Calamus och familjen Arecaceae. Inga underarter finns listade i Catalogue of Life.